# Petrovčić

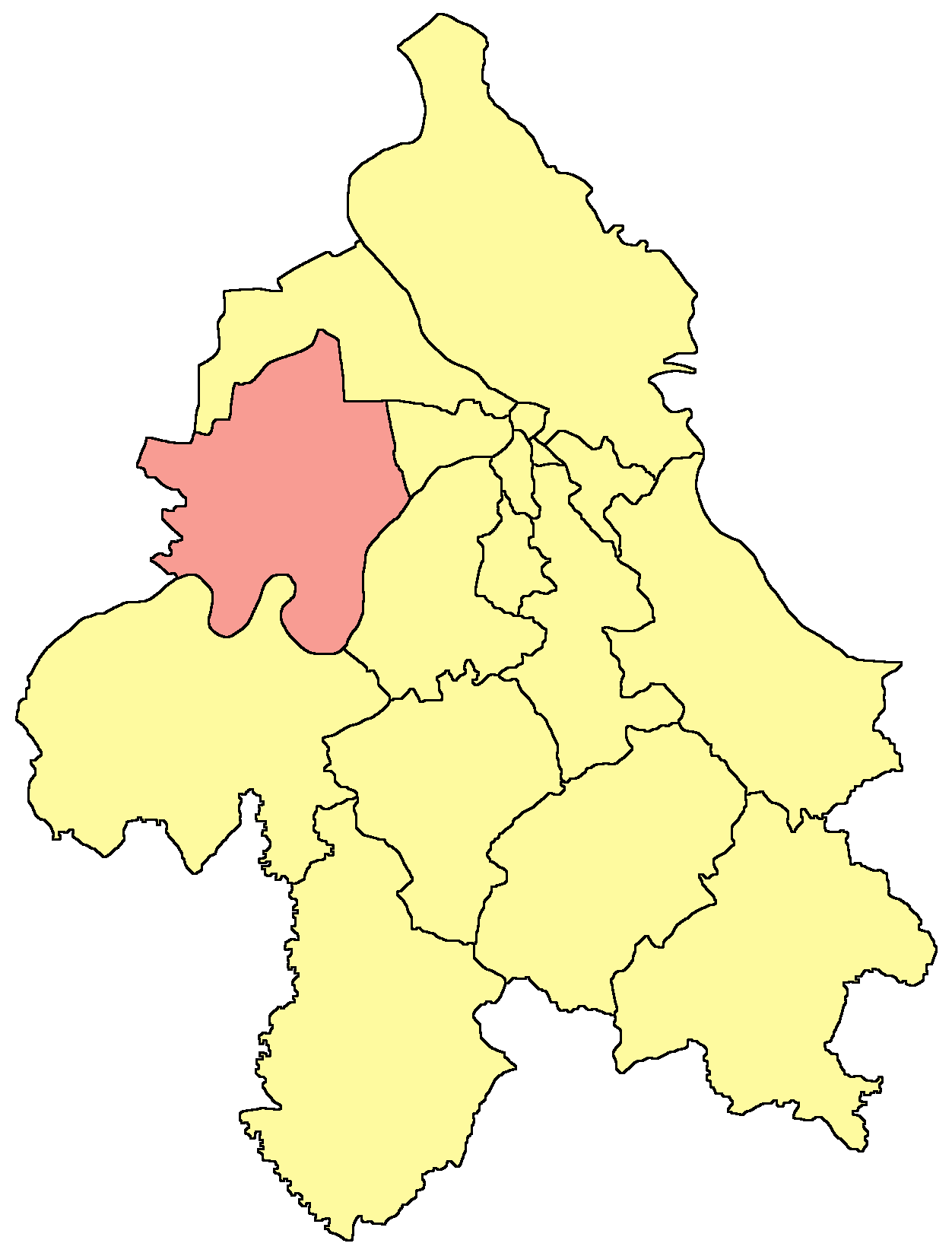
Localisation de la municipalité de Surčin dans la Ville de Belgrade

Petrovčić (en serbe cyrillique : Петровчић) est une localité de Serbie située dans la municipalité de Surčin et sur le territoire de la Ville de Belgrade. Au recensement de 2011, elle comptait 1 386 habitants.
Petrovčić, situé à l'est de la municipalité, se trouve à la limite séparant la Serbie centrale et la province autonome de Voïvodine. Elle se trouve dans la région de Syrmie, au nord de la forêt de Bojčin, à l'ouest de Bečmen, à quelque 30 km à l'ouest du centre-ville de Belgrade et à 12 km à l'ouest de Surčin.

## Démographie

### Évolution historique de la population
| 1948 | 1953 | 1961 | 1971 | 1981 | 1991  | 2002  | 2011  |
| ---- | ---- | ---- | ---- | ---- | ----- | ----- | ----- |
| 751  | 811  | 846  | 890  | 956  | 1 117 | 1 406 | 1 386 |

|  |